# 揀文
揀文，镶黄旗人，是一名清朝政治人物。
揀文曾于1771年接替杨魁任苏松道道员一职，1772年由福安接任。